# 34021 Suhanijain
34021 Suhanijain è un asteroide della fascia principale. Scoperto nel 2000, presenta un'orbita caratterizzata da un semiasse maggiore pari a 2,2624301 au e da un'eccentricità di 0,0978486, inclinata di 2,43355° rispetto all'eclittica.